# Lozoyuela-Navas-Sieteiglesias
Lozoyuela-Navas-Sieteiglesias là một đô thị trong Cộng đồng Madrid, Tây Ban Nha. Đô thị này có diện tích 51,28 km², dân số theo điều tra năm 2010 của Viện thống kê quốc gia Tây Ban Nha là 1082 người. Đô thị này nằm ở khu vực có độ cao 1028 mét trên mực nước biển. Cự ly Lozoyuela so với Madrid là 67 km, Sieteiglesias cách Madrid 71 km.

## Biến động dân số
| 1991 | 1996 | 2001 | 2004 | 2008 |
| ---- | ---- | ---- | ---- | ---- |
| 616  | 622  | 680  | 847  | 1068 |